# Place d'Armes (Namur)
Pour les articles homonymes, voir place d’Armes.
La place d’Armes, autrefois Grand Place, est une place pavée située à Namur en Belgique,,.

## Origine du nom
Située généralement au centre d'une fortification, la place d'armes est le lieu de rassemblement d'une petite troupe et un espace central accueillant les cérémonies importantes de la vie militaire.

## Historique

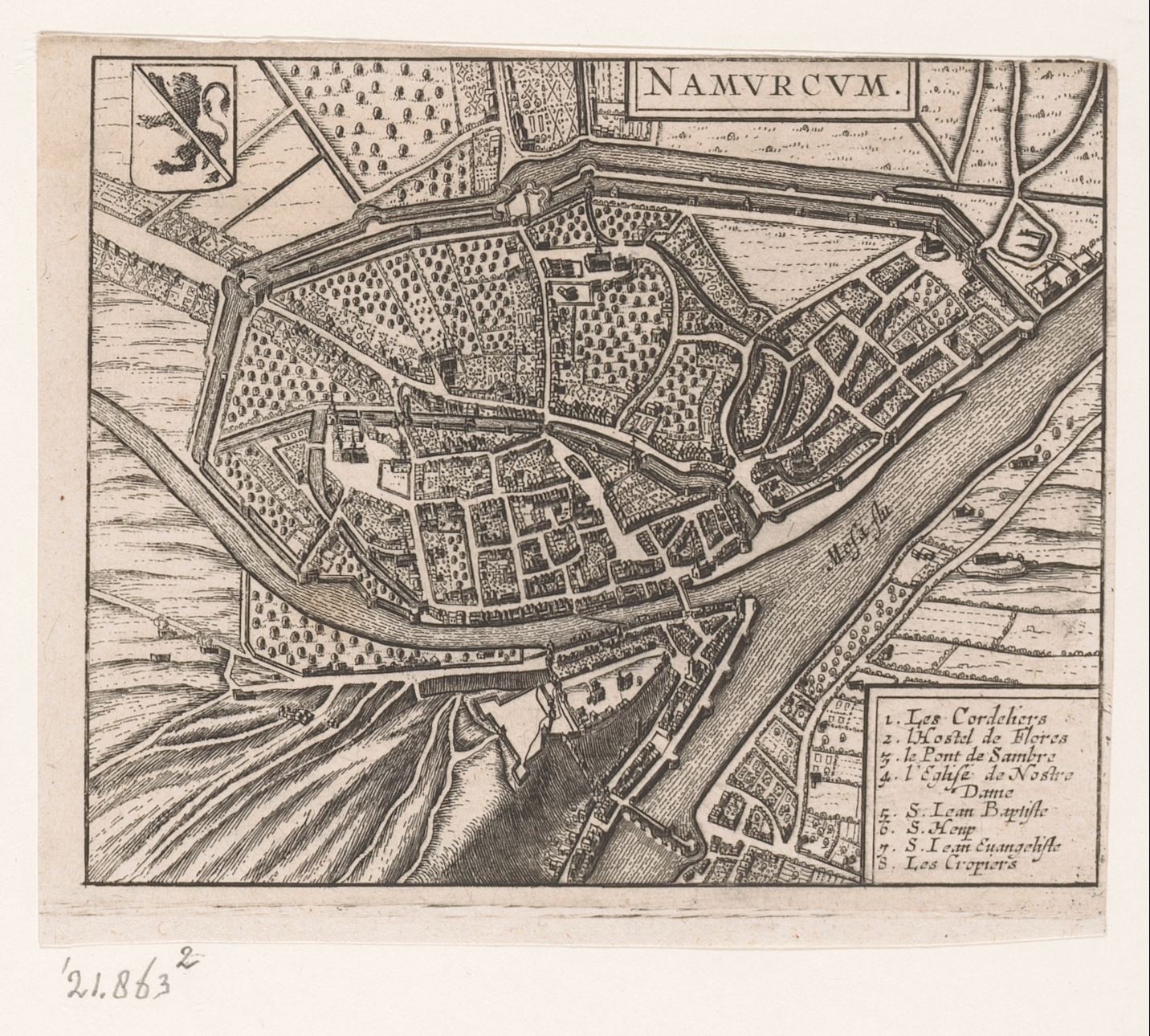
A la fin du 17, la troisième enceinte subsiste bien que la quatrième soit déjà construite. La place d'Armes n'existe pas encore, une placette, dédiée à Saint-Rémy, se trouve à l'extrémité sud de la rue de l'Ange.

Au 10e siècle, la seconde enceinte de la ville protège le quartier entourant le pont de Sambre sur la rive gauche. On y trouve une chapelle dédiée à Saint-Rémy à l'emplacement de la Halle al chair et avec une placette, là ou converge les actuelles rues de l'Ange, de Marchovelette et du Bailly.
Entre le 13e siècle et la fin du 17e siècle, grâce à l'érection de la troisième enceinte, le quartier Saint-Rémy s'étend tout en étant densément bâti. Il est  structurée par trois axes principaux : le pont de Sambre au sud, la rue de l'Ange au nord et la porte de Gravière à l'est. À l'ouest, la zone séparant le chapitre de Saint-Aubin du quartier Saint-Remy peut également profiter de la protection de cette nouvelle enceinte pour se développer. Le cabaret des échevins se met en place comme symbole des privilèges acquis par la cité. Il siège d'abord place Saint-Remy, avant de prendre ses quartiers dans un appentis collé à la chapelle puis enfin dans quelques maisons toutes proche en 1514, date à laquelle la chapelle est rasée.
La prospérité des Pays-Bas autrichiens durant la seconde moitié du 17e siècle incite les namurois à voir plus grand pour abriter le siège de l'autorité communale. Le refuge de l'abbaye de Brogne est acquis en 1574 et rénové. Les ilots situés entre celui-ci et le pont de Sambre sont rasés, tandis que les murs de la troisième enceinte sont abattus et les fossés comblés. La place d'Armes prend donc ses aises au centre d'un quartier qui sera épargné lors des sièges de 1692 et 1695.
Dans cette configuration, la place a été ensuite désignée Grand Place (bien qu'une carte de 1693 publiée dans le Recueil des plans des places du Royaume, divisées en provinces, faits en l'an 1693, Volume 1 l'évoque encore sous le nom de place d'Armes). Son côté sud est alors largement concave, contrairement à la configuration actuelle.

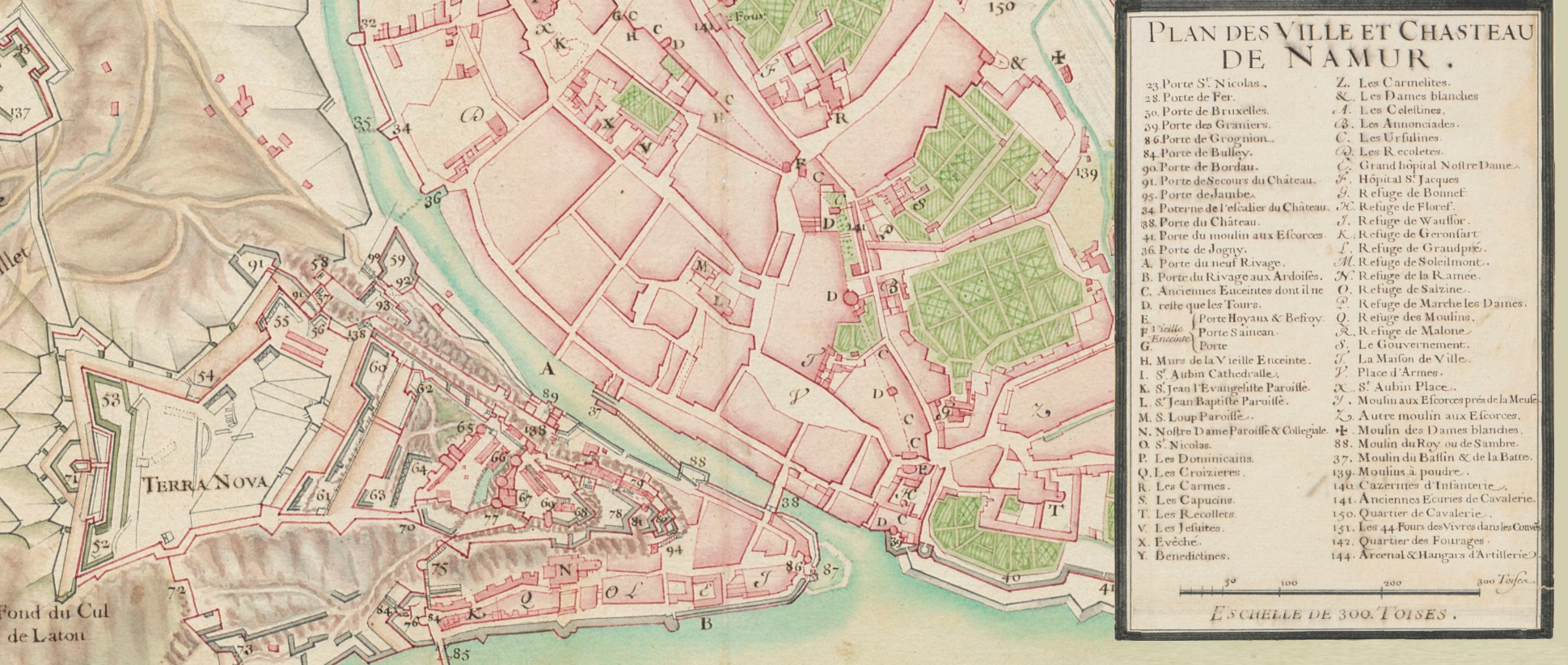
La place d'Armes dans sa configuration de 1693 - légendée 8. Les remparts de la seconde enceinte médiévale ont été abattus mais les tours subsistent

L'espace occupé par la place d'armes actuelle incluait jusqu'en 1914 un imposant hôtel de ville construit entre 1828 et 1831, donc à cheval sur les événements ayant mené à l'indépendance du pays. Ce dernier fut ravagé par un incendié bouté par les soldats allemands au début de la Première Guerre mondiale,.
Après la fin de cette guerre, le quartier de l'hôtel de Ville n'est pas reconstruit à l'identique, l'administration communale ayant trouvé refuge à l'hôtel Kegeljan. Un concours d'urbanisme propose la création d'une vaste place rectangulaire pour remplacer les ruines. L'ensemble des maisons qui l'entoureront devront également être reconstruites, dans un style éclectique mais cohérent, y compris en termes de volumes. On en profitera pour réaligner les maisons du côté sud (rue de Marchovelette), ce qui fera disparaitre l'ancienne place Saint-Rémy.

## Bâtiments remarquables et lieux de mémoire
Sur cette place fut érigée la Bourse de Commerce, de style néo-Renaissance, selon les plans de l'architecte E. Dickschen, à partir de 1932. Le bâtiment fut financé grâce aux indemnités de guerre versées par l'Allemagne. Il a été inauguré en 1934.

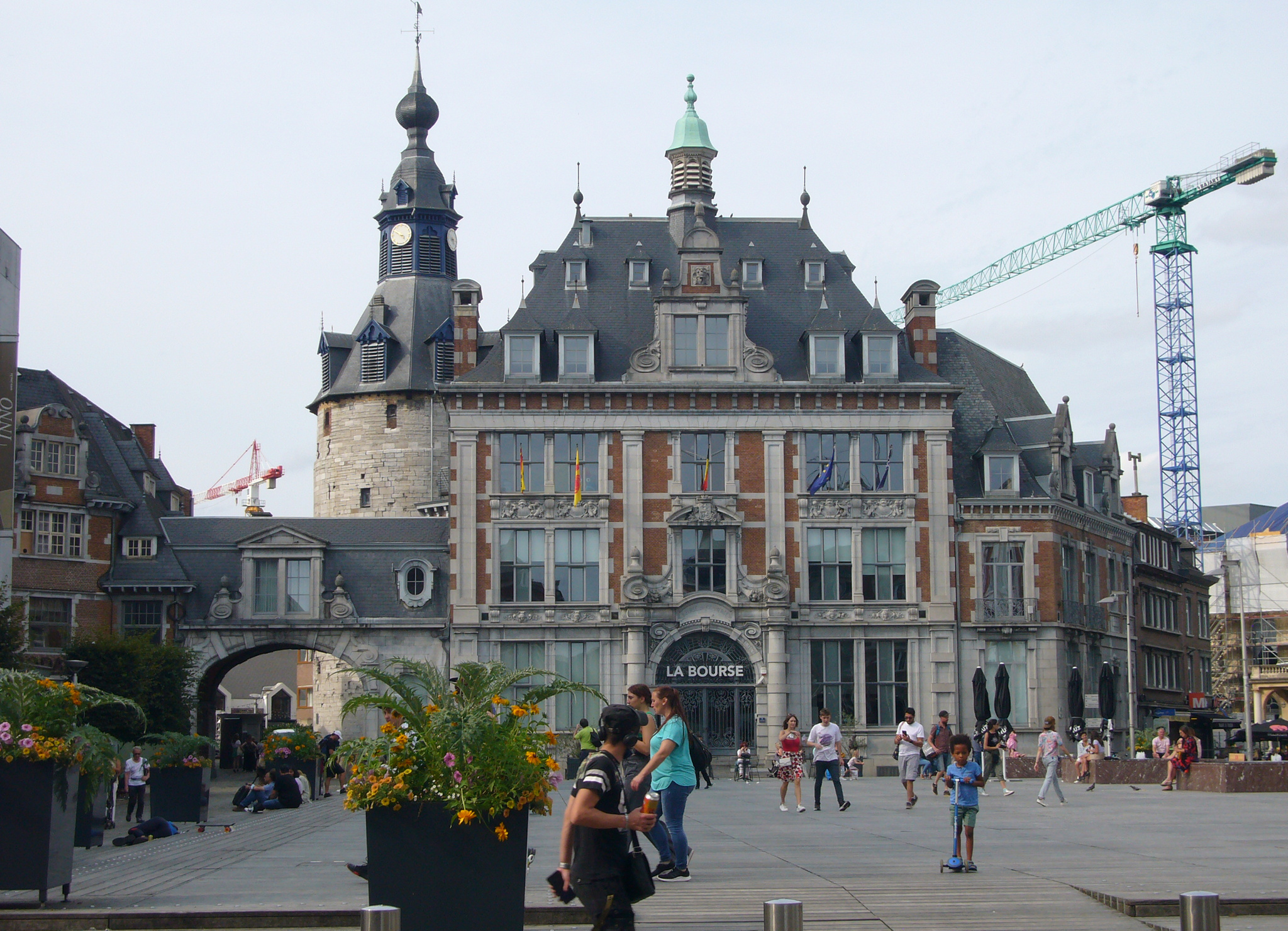
Bourse de Commerce

La cohérence architecturale de la place sera brisée avec la construction du très fonctionnel magasin "Innovation" au début des années 1960. l'avènement de l'automobile donnant à cette place au nom martial un rôle de simple parking, jusqu'à ce que l'on décide d'enterrer ce parking à la fin des années 1990.